# Deportivo SUTAJ
Deportivo SUTAJ ist ein mexikanischer Sportverein unter der Leitung des Sindicato Único de Trabajadores de Automovilistas de Jalisco (SUTAJ), einer Gewerkschaft für die Angestellten der Automobilindustrie, mit Sitz in Guadalajara, der Hauptstadt des Bundesstaates Jalisco. Auf ihrem Vereinshintergrund basierend hatte die früher betriebene Fußballmannschaft Spitznamen wie Los camioneros (deutsch Die Lastwagenfahrer) und Los choferes (Die Fahrer bzw. Die Chauffeure).

## Baseball
Der meistens nur als SUTAJ oder Sutaj bezeichnete Verein unterhält eine Baseballanlage in Santa Rosalia, Tlaquepaque.

## Fußball
Die Fußballmannschaft war in den frühen 1940er-Jahren in der Liga de Fútbol de Primera División von Jalisco vertreten und konnte diese in der Saison 1940/41 gewinnen. Zum Kader der Meistermannschaft gehörten Spieler wie Manuel López, Wintilo Lozano, Luis Reyes und Torwart Ángel Torres.
In den späten 1940er-Jahren spielte der junge Crescencio Gutiérrez bei Sutaj, dessen Mannschaft zu jener Zeit das Trainingsgelände des großen Nachbarn Deportivo Guadalajara mit benutzen durfte. Als Gegenleistung verpflichtete Sutaj sich, im Falle des Verkaufs eines Spielers dem Nachbarn ein Vorkaufsrecht zu gewähren. Auf diese Weise kam „Mellone“ Gutiérrez zu Chivas und war später eine der tragenden Säulen jener Mannschaft, die zwischen 1957 und 1962 die erfolgreichste Phase der Vereinsgeschichte erlebte und insgesamt 5 Meistertitel der mexikanischen Profiliga gewann. Ebenfalls in der Jugend von Sutaj spielten Guillermo Sepúlveda und Salvador Reyes (ein Sohn des zuvor genannten Luis Reyes), die ebenfalls tragende Säulen dieser erfolgreichsten Phase der Vereinsgeschichte des Club Deportivo Guadalajara waren, in der der Ausdruck des Campeonísimo geprägt wurde.